# 原町 (福島県)
原町（はらまち）は、福島県相馬郡にあった町。

## 沿革
- 1889年（明治22年）4月1日 - 町村制施行に伴い、行方郡南新田村、桜井村、上渋佐村、下渋佐村が合併して原町村（はらまちむら）が発足。
- 1896年（明治29年）4月1日 - 行方郡と宇多郡が合併して相馬郡が発足。相馬郡原町村となる。
- 1897年（明治30年）9月16日 - 町制施行し原町に名称を変更。
- 1954年（昭和29年）3月20日 - 太田村・大甕村・高平村と合併し、原町市となり消滅。